# Breitenbush Hot Springs
Centrum Konferencyjno-Rehabilitacyjne Breitenbush Hot Springs (ang. Breitenbush Hot Springs Retreat and Conference Center), potocznie nazywane Breitenbush Hot Springs lub po prostu Breitenbush – spółdzielnia pracownicza, w której odbywają się holistyczne i duchowe rekolekcje. Jest otoczona przez Las Narodowy Willamette w Breitenbush w Oregonie, 16 kilometrów na wschód-północny wschód od Detroit wzdłuż West Cascades Scenic Byway i 19 kilometrów na północny zachód od góry Jefferson. Najbliższy obszar metropolitalny, Salem, znajduje się około 100 kilometrów na zachód. Ośrodek rehabilitacyjny znajduje się w miejscu Gorących Źródeł Breitenbush, które wpadają do przyległej rzeki o tej samej nazwie.

## Źródła geotermalna
Gorące Źródła Breitenbush posiadają naturalne źródła geotermalne i były częstym miejscem spotkań miejscowych rdzennych Amerykanów. Ciepłe źródła geotermalne powstają w wyniku opadów na otaczające je Pasmo Kaskadowe. Analiza zawartości minerałów i substancji chemicznych wskazuje na średnią temperaturę podpowierzchniową 180 °C i czas migracji kilku tysięcy lat. Długi kontakt wody ze skałą wodonośną w takich temperaturach nasyca ją rozpuszczonymi minerałami, takimi jak siarczan, kalcyt, analcym, anhydryt, chalcedon, mikroklin, muskowit, kwarc, wairakit oraz pierwiastkami potasu, sodu, magnezu, wapnia i litu. Temperatura powierzchni sprężyn wynosi około 82 °C – jest to niższa temperatura spowodowana przenoszeniem ciepła do chłodniejszej skały w pobliżu powierzchni Ziemi.
Budynki na posesji są ogrzewane przez dwie studnie geotermalne. Aby zapobiec opadom atmosferycznym w rurach, studnie wyposażone są w wymienniki ciepła z zamkniętym obiegiem wody. Wiercone studnie mają głębokość ok. 150 m i wytwarzają wodę obiegową o temperaturze ok. 88 °C, która w większości budynków jest rozprowadzana za pomocą żelaznych grzejników lub promienistej podłogi.

## Centrum rehabilitacyjne
Centrum Konferencyjno-Rehabilitacyjne  jest znane z tego, że organizuje wiele warsztatów kontrkulturowych, holistycznych, duchowych i New Age; większość z nich jest otwarta dla publiczności po wcześniejszej rezerwacji. Obecny ośrodek rehabilitacyjny działa od 1981. Goście odwiedzający ośrodek otrzymują dostęp do basenów i wanien zasilanych gorącym źródłem oraz sauny parowej. Wszystkie miejsca do moczenia są opcjonalne, natomiast odzież jest wymagana na wszystkich pozostałych polach kempingowych.  
W dwóch głównych miejscach do moczenia gości znajduje się łącznie siedem basenów. Święta Łąka (ang. The Sacred Meadow) wychodzi na rzekę Breitenbush i na przeciwległą, zalesioną grzbietową linię. Na łące znajdują się trzy baseny wyłożone kamieniami, z których każdy może pomieścić od sześciu do dziesięciu osób; baseny te otrzymują wodę z naturalnych gorących źródeł wodonośnych na zboczu góry. Za Lożą i bliżej rzeki znajdują się cztery jacuzzi, które leżą w betonowym patio, a każda z nich wygodnie mieści od czterech do sześciu osób. Są znane jako Spiralne Rurki (ang. The Spiral Tubs), a wodę mineralną otrzymują z pobliskiej studni geotermalnej. W Spiralnych Rurkach znajduje się również zimne zanurzenie wody mineralnej: woda mineralna została schłodzona za pomocą rur miedzianych zanurzonych w wodzie rzecznej. Temperatury dla wszystkich wanien są regulowane w zakresie od 38 do 43 °C. Mały drewniany domek z podłogą listwową jest umieszczony nad strumieniem gorących źródeł, tworząc saunę, która może pomieścić do dwunastu osób.
Znajduje się tu ponad 32 km szlaków turystycznych, loża, rustykalne domki dla gości, platformy namiotowe (latem), labirynt medytacyjny, sanktuarium, sklep z pamiątkami i centrum konferencyjne. Dostępne są usługi dla gości. Zdaniem jej członków, zrównoważony rozwój jest ważnym aspektem funkcjonowania spółdzielni. Spółdzielnia wytwarza energię elektryczną we własnym zakresie za pomocą energii wodnej (agregaty prądotwórcze z silnikami wysokoprężnymi służą jako zaplecze); urządzenia wysokiej mocy (takie jak suszarki do włosów, żelazka, ogrzewacze osobiste) nie są dozwolone. Okoliczne góry uniemożliwiają korzystanie z telefonów komórkowych i odbiór niesatelitarnych radia i telewizji. Energia geotermalna ogrzewa większość budynków; Breitenbush jest największym prywatnym obiektem geotermalnym na północnym zachodzie Pacyfiku. Kuchnia na miejscu serwuje tylko dania wegetariańskie. Alkohol, narkotyki rekreacyjne i zwierzęta domowe nie są dozwolone.

## Historia
John Minto, który w 1874 prowadził wyprawę geodezyjną wzdłuż rzeki Santiam, nazwał ten obszar ‘Breitenbush’ na cześć Lewisa Breitenbuchera (pochodzenia holenderskiego, później na przemian pisanego ‘Breitenbusher’), jednorękiego myśliwego mieszkającego na tym terenie. Chociaż Minto błędnie zapamiętał nazwisko myśliwego przy sporządzaniu mapy tego terenu, ‘Breitenbush’ pozostał w użyciu. Po napotkaniu traperów przybywających z Kompanii Zatoki Hudsona, Breitenbush został założony przez Claude’a Mansfielda. Patent na zagrodę został przyznany 16 sierpnia 1904 przez Theodore’a Roosevelta. W 1927 teren został zakupiony przez Merle Bruckmana, który wybudował ośrodek i eksploatował go przez dwadzieścia lat. W związku z tym zmieniła się struktura własności, a ośrodek został zamknięty w 1972 po dwóch niszczycielskich powodziach.
W 1977 Alex Beamer zakupił Breitenbush Hot Springs, zamierzając zainicjować pełnoetatową wspólnotę do obsługi ośrodka. Chęć pozyskania drewna z Breitenbush w celu wyrębu stanowiła zagrożenie dla tego miejsca, które trwało aż do momentu, gdy w planie zagospodarowania lasu w Clinton w 1993 wyznaczono je jako rezerwat późnej sukcesji. W 1985 firma Beamer sprzedała obiekt społeczności, która wkrótce potem zaczęła przyjmować gości.

## Społeczność
Ośrodek jest zorganizowany jako spółdzielnia robotnicza, której pracownicy i ich rodziny mieszkają przez cały rok na terenie o powierzchni 154 akrów. Stała społeczność liczy od 50 do 70 osób. Nowi członkowie są zatwierdzani przez zarząd spółdzielni po roku pracy i zakupie udziałów kapitałowych. Społeczność jest w pełni wspierana przez dochody z działalności ośrodka rehabilitacyjnego; od dorosłych członków oczekuje się wkładu w postaci udziału w bieżącej działalności przedsiębiorstwa. Wynagrodzenie jest minimalne, ale zapewnione są mieszkania, media i jedzenie.